# マスターズ・オブ・セックス
『マスターズ・オブ・セックス』（Masters of Sex）は、2013年から2016年に放送されたアメリカのテレビドラマ。日本では女性チャンネル♪LaLa TVをはじめ、角川海外TVシリーズ等で放映された。第1シーズン～第4シーズンまで製作された。

## 概説
1960年代のミズーリ州セントルイスを舞台に、性に関する革命的な研究に情熱を注いだ実在の性医学博士、ウィリアム・マスターズ博士とその助手だったバージニア・ジョンソン女史の半生を描くヒューマン・セクシャル・ドラマ。　ゴールデングローブ賞 テレビ部門 作品賞（ドラマシリーズ）をはじめ、3年連続でエミー賞にノミネートされた。

## キャスト
- マイケル・シーン：ウィリアム・マスターズ博士
- リジー・キャプラン：バージニア・ジョンソン女史
- ケイトリン・フィッツジェラルド：リビー・マスターズ
- アナリー・アッシュフォード
- テディ・シアーズ

## シリーズ
| シーズン | シーズン | 話数 | 話数 | 放送期間      | 放送期間       |
| シーズン | シーズン | 話数 | 話数 | 初回放送      | 最終回放送     |
| -------- | -------- | ---- | ---- | ------------- | -------------- |
|          | 1        | 12   | 12   | 2013年9月29日 | 2013年12月15日 |
|          | 2        | 12   | 12   | 2014年7月13日 | 2014年9月28日  |
|          | 3        | 12   | 12   | 2015年7月12日 | 2015年9月27日  |
|          | 4        | 10   | 10   | 2016年9月11日 | 2016年11月13日 |